# ベン・スミス (オーストラリアのラグビー選手)
ベン・スミス、本名ベンジャミン・ウィリアム・スミス（Ben Smith、1984年10月16日 - ）は、オーストラリアのラグビーリーグ選手。ルーキーイヤーの2005年シーズン、スミスは14トライ、56得点をあげた。翌年2006年シーズンはあまり活躍できず14試合に出場するにとどまり、3トライしかあげられなかった。今季はフルバック (FB) として活躍。

## プロフィール
- ポジション：センター
- 身長：192cm
- 体重：101kg
- 所属：パラマタ
- 国籍：オーストラリア
- 誕生日：1984年10月16日
- 現役：2005年シーズン～現在

| スタブアイコン | サブスタブ | この項目は、まだ閲覧者の調べものの参照としては役立たない、スポーツ関係者に関連した書きかけの項目です。この項目を加筆・訂正などしてくださる協力者を求めています（P:スポーツ/PJ:スポーツ人物伝）。 |